# Comuna Povcea, Dubno
Povcea (în ucraineană Повча) este o comună în raionul Dubno, regiunea Rivne, Ucraina, formată din satele Buderaj și Povcea (reședința).

## Demografie
Componența lingvistică a comunei Povcea
     Ucraineană (98,97%)
     Rusă (1,03%)
Conform recensământului din 2001, majoritatea populației comunei Povcea era vorbitoare de ucraineană (98,97%), existând în minoritate și vorbitori de rusă (1,03%).